# François d'Hoffschmidt
Pour les autres membres de la famille, voir d'Hoffschmidt.
François d'Hoffschmidt, né le 25 juin 1797 à Strasbourg et décédé le 23 février 1854 à Noville, était un homme politique belge et luxembourgeois de tendance libérale.

## Biographie
Sous l'ancien régime, la famille d'Hoffschmidt disposait d'un château à Resteigne, dans ce qui était alors le duché de Luxembourg. Une branche s'installa plus tard à Noville, près de Bastogne, où François d'Hoffschmidt mourut. Quatrième fils d'Ernest-François d'Hoffschmidt et de Marguerite Philippe, François d'Hoffschmidt nait le 25 juin 1797, alors que sa famille a fui l'annexion des Pays-Bas autrichiens à la Première république française et s'est, entre autres, réfugiée en Bohême. 
Le 1er mai 1839, il se marie avec Léopoldine de Wautier, la fille du sénateur Augustin de Wautier. Il est également le frère de Constant d'Hoffschmidt.

### Carrière politique
Sous le régime du Royaume uni des Pays-Bas, François d'Hoffschmidt fut député aux états provinciaux du Grand-duché de Luxembourg de 1826 à 1830. Il embrassa les idées de la révolution belge et fut le premier administrateur belge dans le Luxembourg où le gouvernement provisoire l’envoya en qualité de commissaire général après l'annexion du Luxembourg par la Belgique à la suite de l'indépendance de celle-ci le 4 octobre 1830. Il y organisa les diverses branches d’administration afin de mettre en place ce qui allait devenir la neuvième province de Belgique : la province de Luxembourg. Il exerça ces fonctions jusqu’à la nomination du premier gouverneur de la province de Luxembourg, favorable à la Belgique, Jean-Baptiste Thorn.
Il fut ensuite député à la Chambre des représentants de Belgique pour l'arrondissement de Bastogne. Le 4 février 1839, il fait partie des personnalités politiques belges qui démissionnent en guise de protestations à la future signature de traité des XXIV articles qui vise, entre autres, à opérer la scission du Luxembourg, territoire qu'il a toujours défendu. Son frère, Constant d'Hoffschmidt, lui succède. 
Il consent plus tard à accepter les fonctions de commissaire de l’arrondissement de Bastogne, qu’il conserva jusqu’à son décès.

### Distinctions et honneurs
- Chevalier de l'ordre de Léopold
- Récipiendaire de la Croix de fer